# فلسطينيو الكويت
الفلسطينيون في الكويت هم جزء من الشعب الفلسطيني الذي هاجر من فلسطين إلى الكويت. كان يُقدر عددهم حتى عام 1991 بحوالي 400,000 فلسطيني، إلاّ أن هذا العدد تقلص اليوم لأقل من 60,000 فقط بعد حرب الخليج الثانية، نتيجة لموقف قيادة منظمة التحرير الفلسطينية ودعمها للعراق في غزوه للكويت. يحمل الجزء الأكبر منهم الجنسية الأردنية.

## نبذة تاريخية
بدأت أول موجات الهجرة الفلسطينية إلى الكويت في ثلاثينيات القرن الفائت وتحديدا 1936 أيام المفتي أمين الحسيني، حينما كانت الكويت لاتزال منطقة نامية. وكان عمل الفلسطينيين يتركز في قطاع التعليم والصحة والخدمات والاقتصاد. إزدادت هذه الهجرة بعد حربيَ 1948 و 1967، حيث كانت الكويت مقصدا رئيسيا للفلسطينيين للإستقرار، عمل بعدها الفلسطينيون على النهوض بالدولة الكويتية الحديثة بكل القطاعات.
الغزو العراقي للكويت
كان هذا الغزو نهاية لمعظم الوجود الفلسطيني في الكويت. ففي حرب الخليج الثانية عام 1991، والتي نشبت على أثر غزو العراق للكويت عام 1990، كان موقف منظمة التحرير بالإجماع ضد الحرب على العراق، بالرغم من وجود اختلافات بين قيادات المنظمة في تأييد ورفض نتائج الغزو العراقي للكويت، فكانت منظمة التحرير من المصوتين بالتحفظ على المشاركة في أي حرب ضد العراق في مؤتمر القمة العربي الطارئ الذي عقد بالقاهرة في عام 1990 إلى جانب الجزائر والسودان وليبيا، واعتبرت الحرب عدوانا على الأمة العربية.
يشار بالذكر إلى أن تأييد بعض القيادات العليا في منظمة التحرير لغزو العراق للكويت عام 1990 قد أدى إلى نتائج وخيمة على المنظمة وأبناء الشعب الفلسطيني المقيمين في الكويت، والذي كان يقدر عددهم قبل الغزو بقرابة 400,000 مقيم. حيث خسرت المنظمة دعما لوجستيا وماديا خليجيا استمر لعقود، وقاعدة جماهيرية كبيرة كانت موجودة بالكويت، حيث غادرت عشرات الآلاف من الأسر الفلسطينية العاملة من هناك ومن مناطق مختلفة بالخليج إلى الأردن والعراق والضفة الغربية وأوروبا والولايات المتحدة.